# The Fighting Temeraire
The Fighting Temeraire (Nederlands: De vechtende Temeraire), volledige titel The Fighting Temeraire tugged to her last berth to be broken up, 1838 (Nederlands: De vechtende Temeraire, gesleept naar haar laatste ligplaats om te worden gesloopt, 1838) is een schilderij van de Engelse kunstschilder William Turner, geschilderd in 1839, olieverf op doek, 90,7 × 121,6 centimeter. Het toont het Engelse marineschip HMS Temeraire die de Theems wordt opgesleept om te worden gesloopt. Het schilderij is te zien in de National Gallery te Londen.

## Context
De Temeraire was een van de grootste oorlogsschepen uit de geschiedenis van de Royal Navy, te water gelaten in 1798. Ze telde drie verdiepingen, 98 kanonnen en speelde onder andere een cruciale rol in de Slag bij Trafalgar van 1805, waar het Horatio Nelsons vlaggenschip HMS Victory ontzette en daarmee de ommekeer in de strijd inluidde. In 1838 was het schip echter verouderd en werd het, nadat het de laatste dertien jaar dienst had gedaan als vrachtschip, vanaf Sheerness tientallen kilometers de Theems opgesleept naar Rotherhithe om te worden gesloopt. Deze gebeurtenis werd gadegeslagen door veel Britten, waaronder Turner, die erg onder de indruk was van het tafereel. Een jaar later had hij de gebeurtenis vastgelegd op doek.
Turner wilde geen afstand van het schilderij doen. Bij zijn overlijden in 1851 werd het gelegateerd aan de Britse staat. In 1856 kwam het terecht in de National Gallery in Londen.

## Afbeelding
Het was Turner te doen om een gevoel weer te geven, niet om de werkelijkheid na te bootsen. Vooraf aan de verkoop voor de sloop had de Britse marine het schip gestript van alles dat nog gebruikt kon worden. Onder meer waren de drie grote masten verwijderd, evenals al het tuigage. Die zijn echter nog op de afbeelding aanwezig. Ook was het voertuig niet wit en goudkleurig, zoals Turner het afbeeldt, maar donkergeel en zelfs zwart. Op het schilderij is verder slechts één sleepboot te zien. In werkelijkheid was er een tweede, die zich aan de achterkant van het schip bevond. Het schip werd westwaarts gesleept, maar op het schilderij is in tegenovergestelde richting, in het oosten, een ondergaande zon te zien.
The Fighting Temeraire symboliseert niet alleen het einde van een groots schip, maar ook de teloorgang van een tijdperk in de historie van de Britse zeemacht, waarin de overgang van zeilschepen naar stoomschepen plaatsvond. Turner creëert daarbij een geïdealiseerd gevoel van weemoed en teloorgang, een beeld dat versterkt wordt door de verflauwende, ondergaande zon die een metaalachtige glans over het water werpt en de geblakerde logge sleepboot die een vurige stoomwolk uit haar schoorsteen braakt, welke symbool staat voor een nieuwe tijd.
Het grote zeilschip maakt niet alleen een nostalgische, maar vooral toch een spookachtige en mysterieuze indruk. De zeilen worden als het ware vervangen door een grote driehoek van blauwe lucht die het schip als het ware omlijst. Turner laat deze driehoek terugkomen in het wolkenschijnsel en de weerkaatsing van de ondergaande zon, die de eindbestemming markeren. Door het gebruik van stralende, doorzichtige kleuren laat hij het onderwerp op bijna magische wijze met de atmosfeer versmelten. Het statige oorlogsschip en de sleepboot lijken compositorisch volledig geïntegreerd in het water van de rivier en de lucht.
Op het schilderij is een witte vlag zichtbaar. Het geeft aan dat de vracht om commerciële redenen is. Tevens geeft het symbolisch weer dat het schip zich overgeeft om gesloopt te worden.

## Techniek
Het schilderij is een van de best bewaarde afbeeldingen van Turner, wellicht omdat hij een relatief goede standaardkwaliteit van olieverfmengsel gebruikte. Voor de weergave van de zonovergoten wolken maakte Turner gebruik van de glaceertechniek. Hiervoor schilderde hij eerst de lucht in dunne transparante verflagen en nadat die opgedroogd waren, bedekte hij ze op onregelmatige wijze met dikke, ondoorzichtige verf in levendige gele en oranje kleuren, wat ervoor zorgt dat dit deel van het schilderij eruit springt. De afgeronde verfafdrukken doen vermoeden dat Turner om dit effect te bereiken een met een grote hoeveelheid verf bedekte penseel hanteerde. In ander werk gebruikte hij hiervoor een paletmes. Reflecties die gebroken worden door het golvende water gaf hij weer met snel geschilderde kronkels, die het beste van op afstand te bekijken zijn.
Turner gebruikte niet alleen conventionele penselen, maar zelfs zijn handen, oude lappen en achterkanten van penselen om de gewenste effecten te krijgen. Zijn experimentele werkwijze beïnvloedde diverse vroege impressionisten en later de materieschilders.

## Meest favoriete Britse schilderij
In 2005 werd het schilderij door de Britse bevolking tot het meest favoriete Britse schilderij verkozen. De verkiezing was georganiseerd door de radiozender BBC Radio 4 en de National Gallery, in het radioprogramma Today.

## Afbeelding bankbiljet
Het schilderij, samen met een afbeelding van Turner en diens handtekening, werd verkozen om vanaf 2020 te worden weergegeven op het nieuwe bankbiljet van £ 20 van het Verenigd Koninkrijk.